# Frits Lensvelt Jr.
Frits Lensvelt Jr. (Vrouwenpolder, 13 mei 1922 - Rotterdam, 20 februari 1992 was een Nederlands grafisch kunstenaar die bekend werd door de ten minste 190 houtsneden en 65 etsen die hij maakte tussen ca. 1946 en 1990. 
Zijn werk bevindt zich in diverse musea en openbare collecties. Daaronder grote verzamelingen in het Dordrechts Museum (145 werken), de Koninklijke Bibliotheek van België (182) en Museum Schloss Moyland (155). Kleinere selecties bevinden zich onder andere in het Rijksprentenkabinet (41), het Zeeuws Museum (23), het Stedelijk Museum Amsterdam (13), de Universiteitsbibliotheek Leiden (13), de Rijksdienst voor het Cultureel Erfgoed (10), Museum Plantin-Moretus (7), het Stadsarchief Amsterdam (7) en Museum Boijmans van Beuningen (5). 
Hij wordt Jr. genoemd om hem niet te verwarren met zijn vader, Frits Lensvelt (1886-1945), eveneens kunstenaar en graficus, naast ontwerper en binnenhuisarchitect. In zijn jeugd werd Junior dan ook 'Boed' genoemd. Na de dood van zijn vader in 1945 noemde hij zich pas Frits Lensvelt (Jr.)

## Jeugd
Junior werd geboren in 1922 op het idyllisch gelegen 17e-eeuwse Dijkhuis buiten Veere waar hij tot zijn elfde opgroeide tussen de Walcherse boeren en in de altijd prachtige natuur aan het Veerse Gat. Hij hield er een levenslange liefde voor de natuur (en in het bijzonder water en zee) aan over. 
In 1933 verhuisde het gezin terug naar Amsterdam van waar het echtpaar in 1921 naar Walcheren verhuisd was. Het Dijkhuis fungeerde daarna als vakantiebestemming. In 1935 stierf onverwachts Juniors moeder, de kostuumontwerpster Nell Bronger. Zijn oudere zuster Sophie Cornelia Klaertje (1916-1987) nam zo goed en zo kwaad als het kon haar rol van opvoedster over. Hij zat toen inmiddels op de HBS. Een goede leerling was hij niet; pas in 1942 haalde hij zijn eindexamen. Liever zwierf hij door het land, lopend of op de fiets, alleen of met zijn vrienden uit de Nederlandse Jeugdbond voor Natuurstudie (N.J.N.).
Hoewel hij plannen maakte om naar de Rijksacademie voor Beeldende Kunsten te gaan is dat er nooit van gekomen. Hij wordt als autodidact beschouwd en presenteerde zich ook zo, hoewel hij de fijne kneepjes van het houtsnijden leerde van Jo Bezaan in Putten.

## Leven en werk
Al vanaf 1946 reisde Lensvelt Jr. veel en lang in Zuid Europa; het eerste jaar in Frankrijk, later ook in Spanje, Portugal, de Balearen. Jarenlang stapte hij elk najaar op zijn racefiets en ging naar Zuid Frankrijk voor de 'vendange', de druivenpluk. Ook op andere reizen werkte hij geregeld bij boeren als zijn geld op begon te raken. Terug in Amsterdam verwerkte hij zijn ervaringen in zijn grafiek. 
In 1952 werd hij lid van de Grafische (Vereeniging tot Bevordering der Grafische Kunst) en tot 1964 nam hij tien keer deel aan de jaarlijkse tentoonstelling in het Stedelijk Museum Amsterdam. Hij maakte er vrienden voor het leven onder zijn collega's: Willem den Ouden bijvoorbeeld en Toon Wegner. In 1955 won hij de eerste Kunst en Sportprijs van het Prins Bernhard-fonds (tegenwoordig Cultuurfonds), voor de prent Stayerswedstrijd. In de jury zaten onder andere Jan Wiegers en Willem Sandberg.

Tot 1957 woonde Lensvelt Jr. in Amsterdam. Daarna tien jaar in België; eerst Brussel, later Antwerpen, waar hij zijn jongere Nederlandse collega's Jan Wessendorp, Yvonne Buriks en Peter Oosterbos leerde kennen. In 1967 kwam hij terug naar Nederland, vestigde zich in Dordrecht en sloot zich aan bij Teekengenootschap Pictura. Maar het beviel hem er toch niet en vanaf 1970 vestigde hij zich weer (en nu voorgoed) in Zeeland, in het Zuid-Bevelandse dorp Krabbendijke. 

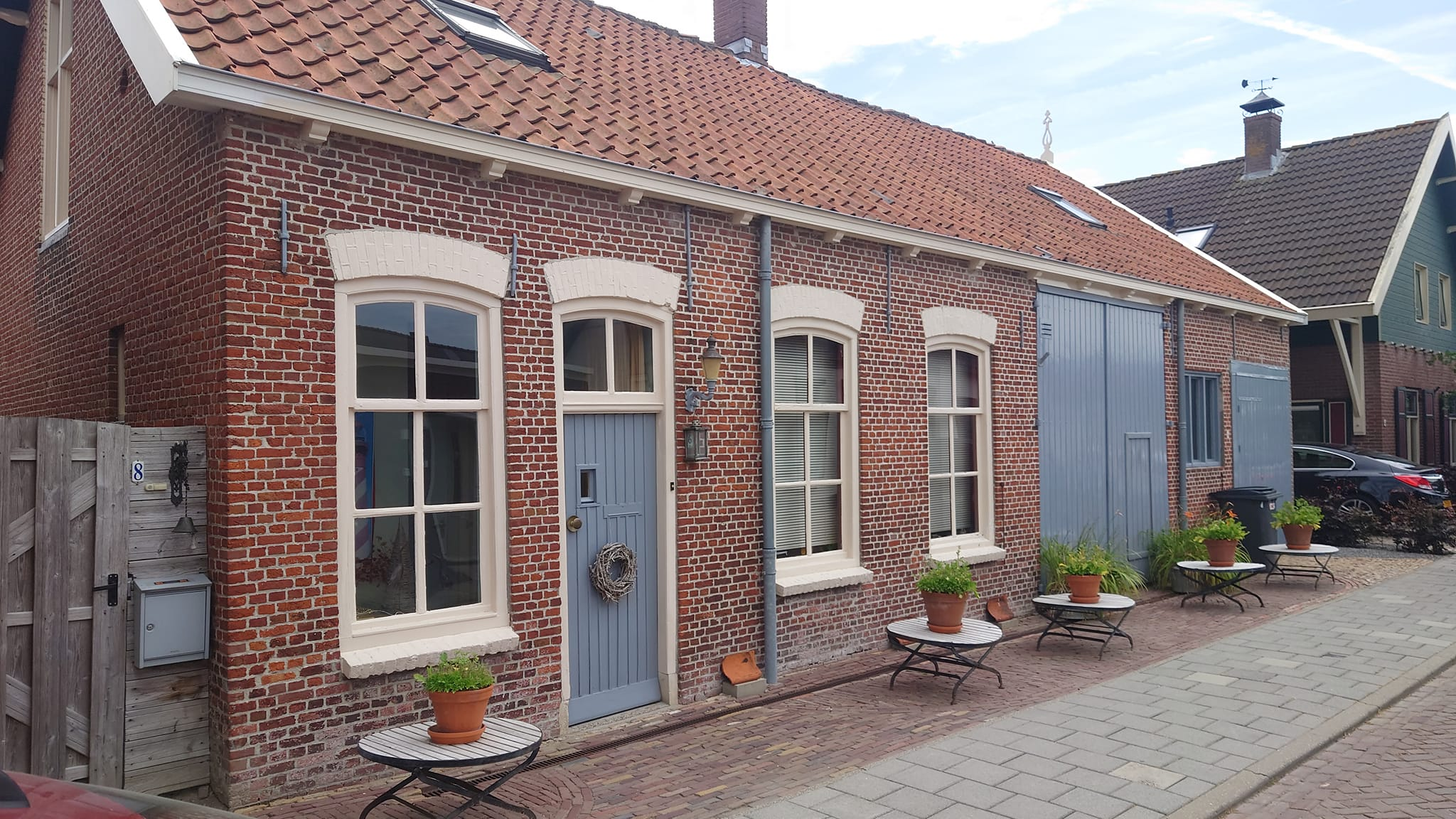
Lensvelts atelier (vanaf 1973) en woning (vanaf 1977), Nieulandestraat 6 in Krabbendijke, anno 2023

In het nabij gelegen Bergen op Zoom trof Lensvelt weer een aantal jongere kunstenaars met wie hij het goed kon vinden onder wie de graficus Gerrit Westerveld en de keramiste Antoinette van Brussel. Op zijn oude dag raakte hij door een erfenis plotseling in goeden doen, waardoor hij zijn vervallen atelierboerderijtje kon laten verbouwen tot een ruime kunstenaarswoning. In die tijd had hij ook eindelijk zijn levensgezellin gevonden in Grietje Rietman-Stolk. Met haar struinde hij de laatste vijftien jaar van zijn leven tweedehandswinkeltjes en vrijmarkten af op zoek naar bijzonder glas- en aardewerk. 
Lensvelt was een graficus pur sang. Afgezien van een aantal monumentale mozaïeken beperkte hij zich tot etsen en houtsneden. Groot was zijn productie nooit; niet alleen door zijn vele lange reizen maar ook door het vaak maandenlang aan een prent doorwerken. Daarnaast had hij er een hekel aan zichzelf of zijn werk te moeten verkopen. Dan ging hij liever ergens aan het werk: in de fabriek, in de haven of als verhuizer. 
Toch exposeerde hij met enige regelmaat, daartoe vaak aangezet door zijn omgeving. In 1975 kreeg hij zijn enige eenmanstentoonstelling, in het Zeeuws Kunstenaarscentrum in Middelburg. Uit de Zeeuwse pers: 
[…] Lensvelt houdt zich niet bezig met de eeuwige priegel die zoveel onaffe en pseudo-grafiek verteert: hij is een man van een krachtig, breed stilistisch accent, zodat wat er staat er ook ondubbelzinnig staat. Wie daarbij aan een naar, meer voor de hand liggend ding als ‘verstarring’ mocht denken doet er goed aan maar meteen te gaan kijken maar  de wijze waarop Lensvelt bij alle robuustheid van vorm een speelsheid in inhoud en uitvoering (prachtige kleurwerking) behoudt. […]
en: 
[…] Lensvelts houtsneden, zowel in zwart-wit als in kleur, stralen een grote mannelijke kracht uit. Zijn composities zijn gesloten, eenvoudig, wezenlijk, al het overbodige werd uit het lindehout, waarin hij bij voorkeur werkt, weggesneden en zo ontstaan directe beelden van grote helderheid. Dat geldt voor de vele motieven uit Zeeland evenzeer als voor aan zijn reizen overgehouden herinneringen uit de mediterrane wereld die hij in beeld brengt en die hier ook aanwezig zijn (Ezelmarkt b.v.) […]
en als laatste: 
Vakwerk van de bovenste plank is te zien in het Zeeuws Kunstenaarscentrum te Middelburg. Vakwerk in de dubbele betekenis van het woord. Aan de ene kant staat vakwerk dan voor het onmiskenbare vakmanschap van de Zeeuw Frits Lensvelt uit Krabbendijke, die nog tot en met 19 juni 1975 houtsneden en etsen (in de map) exposeert; aan de andere kant zou men kunnen zeggen dat de houtsneden vooral “vakwerk” zijn vanwege hun bijzondere opbouw van beeld. Hierbij valt vooral het grote aantal, vaak vrij kleine, witte willekeurige vlakken op waaruit de houtsnede is opgebouwd. Sterke witte vlakjes, omgeven door robuuste dikke zwarte lijnen, zoals dat het geval is bij Ommuurde Stad en bij b.v. De Burcht. […]

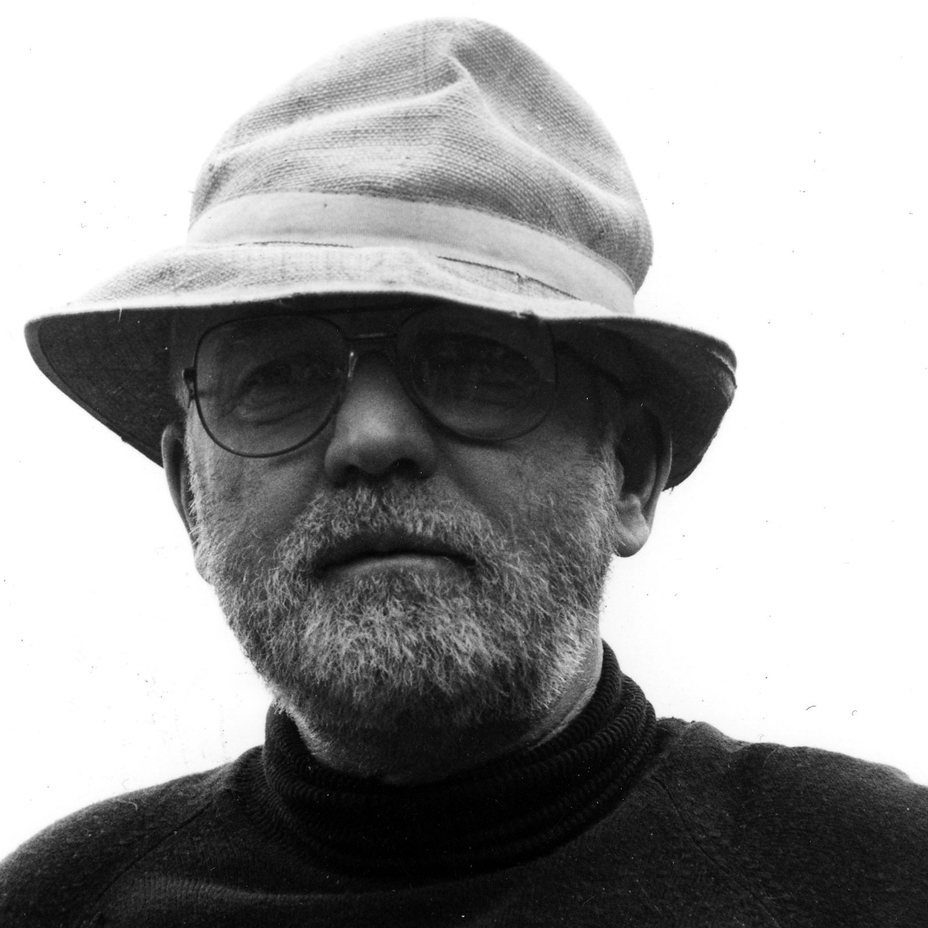
Frits Lensvelt Jr.

Gedurende zijn leven veranderden Lensvelts onderwerpkeuzes en stijl merkbaar. Tot ongeveer 1970 vond hij zijn onderwerpen vooral in zijn reizen en zijn fascinatie voor havens, schepen en industriële activiteit, vaak afgebeeld met humor of milde spot. Na 1970 waren het de gewone, dagelijkse dingen (een kam, een horloge of een fles) die hij onder de loep nam. Ook richtte hij zich op puur geometrische vormen en grillige abstracten. Hoewel zijn werk zich altijd op het snijvlak tussen figuratief en abstract had afgespeeld (hij noemde zich bijvoorbeeld 'anti-anti figuratief') werd het in de loop der jaren toch steeds abstracter. 
Rond 1990 werd bij Lensvelt Jr. kanker geconstateerd. Het leek in eerste instantie goed behandelbaar maar in 1992 stierf hij toch aan de gevolgen. Voor die tijd richtte hij de Frits Lensvelt Stichting op, die met zijn erfenis Zeeuwse initiatieven op het terrein van welzijn, vorming en educatie ondersteunt.
Ter gelegenheid van Lensvelts honderdste geboortedag werd in 2022 in Museum Veere een kleine expositie van zijn werk gehouden. In de NRC verscheen naar aanleiding ervan een artikel van Gijsbert van der Wal.